# Crabwood Creek
Crabwood Creek – miasto w Gujanie, w regionie East Berbice-Corentyne.